# Bojan Pandžić
Bojan Pandžić (13 marzo 1982) è un ex arbitro di calcio svedese.
Risiede a Hisings Backa, nell'area urbana della città di Göteborg.

## Carriera
Pandžić è diventato arbitro federale (förbundsdomare) nel 2004. Successivamente è salito di livello, nel 2008 ha arbitrato le prime partite del campionato di Superettan mentre un anno più tardi ha fatto il suo debutto in Allsvenskan.
Il 27 luglio 2013 ha ricoperto il ruolo di quarto uomo nell'amichevole di Göteborg tra il Real Madrid e il Paris Saint-Germain di Zlatan Ibrahimović.
A partire dal 2014 è un arbitro FIFA. La prima partita europea da lui diretta è stata Kalev Sillamäe-Krasnodar del 17 luglio 2014, valida per il secondo turno preliminare di UEFA Europa League.
Ha continuato ad arbitrare fino al termine della stagione 2023.